# Володимирівська сільська рада (Бахмутський район)
| Володимирівська сільська рада — орган місцевого самоврядування у Бахмутському районі Донецької області з адміністративним центром у с. Володимирівка. Сільській раді підпорядковані населені пункти: - с. Володимирівка - с. Пилипчатине - с. Стряпівка - с. Трипілля |

## Склад ради
Рада складається з 16 депутатів та голови.

## Керівний склад сільської ради
| ПІБ                          | Основні відомості                                                         | Дата обрання | Дата звільнення |
| ---------------------------- | ------------------------------------------------------------------------- | ------------ | --------------- |
| Борщевський Микола Семенович | Сільський голова, 1955 року народження, освіта, член Партії регіонів      | 26.03.2006   | 31.10.2010      |
| Борщевський Микола Семенович | Сільський голова, 1955 року народження, освіта вища, член Партії регіонів | 31.10.2010   |                 |

Примітка: таблиця складена за даними джерела